# Heello
Heelloは、テキストベースのポスト、画像、そして動画をpingとして共有することを可能にする、オンラインソーシャル・ネットワーキング・サービスである。2011年8月10日、Twitpicのファウンダーとして知られているNoah Everettによってローンチされた。これは、twitterが公式に写真共有機能を公開したちょうど翌日のことである。現在、Heelloの運営資金はTwitpicのオンライン広告で賄われている。Heelloは、初日に、平均して秒間約4pingを記録しており、ローンチから2日目には、総ping数が100万pingに到達したとの報告が2011年8月12日にNoah Everettからなされた。
HeelloのAPIは、まだリリースされておらず、デベロッパーがアプリケーションやツールを作成する際にはAPIを使わない別の方法を取る必要がある。

## 参照
- Twitpic founder says Heello to Twitter clone, CNET, (August 10, 2011)
- TwitPic founder launching stealth startup Heello, TheNextWeb, (2010/08/10)
- Twitpic founder launches Twitter competitor Heello, (2011/08/10)